# Zeitschrift für Allgemeine Chemie
Die Zeitschrift für Allgemeine Chemie (russisch Журнал общей химии) ist eine monatlich bei Nauka erscheinende wissenschaftliche Fachzeitschrift. Sie erschien erstmals 1931 und behandelt allgemeine Fragen der Chemie. Außerdem werden Beiträge zur Metallorganischen Chemie, Organoelementchemie, Komplexchemie, Mechanochemie und Nanochemie veröffentlicht. Von 1949 bis 1992 erschien unter dem Titel Journal of General Chemistry of the USSR (ISSN 0022-1279) eine englische Übersetzung, seit 1993 trägt diese den Titel Russian Journal of General Chemistry (ISSN 1070-3632). Bei der Zeitschrift handelt es sich um den Nachfolger des Journals der russischen physikalisch-chemischen Gesellschaft.